# Onthophagus variolosus
Onthophagus variolosus là một loài bọ cánh cứng trong họ Bọ hung (Scarabaeidae).